# Michael Chavis
Michael Scott Chavis (Atlanta, 11 agosto 1995) è un giocatore di baseball statunitense, che gioca nel ruolo di prima base o seconda base per i Pittsburgh Pirates della Major League Baseball (MLB).